# Zatorze (Gliwice)

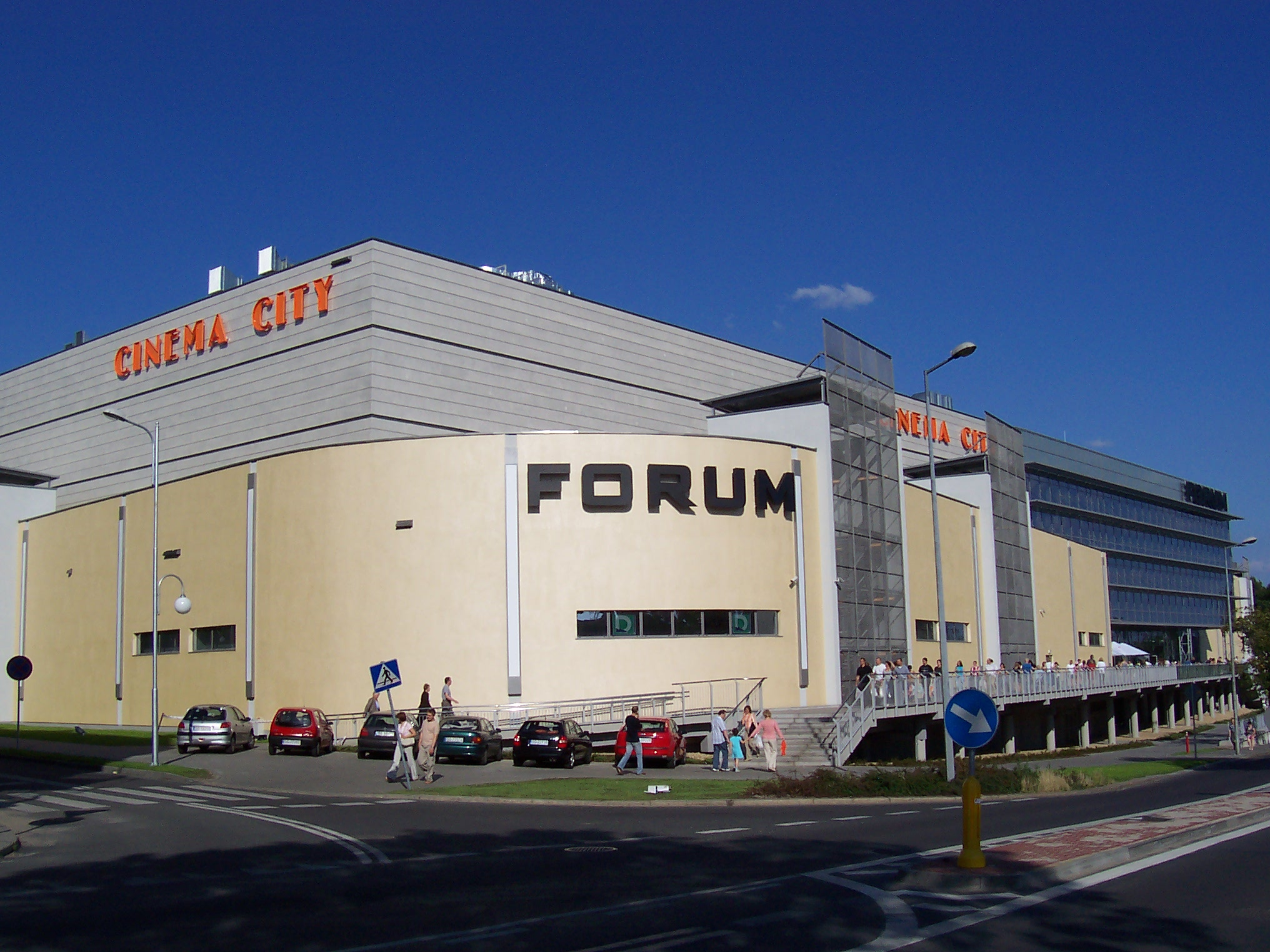
Zatorze – CH Forum

Zatorze (niem. Stadtwald) – dzielnica miasta Gliwice od lutego 2008 roku.

## Informacje ogólne
Na terenie dzielnicy znajduje się między innymi osiedle mieszkaniowe Milenium, Centrum Handlowe Forum, a także Stadion Gliwice, na którym mecze rozgrywa klubu sportowy GKS Piast Gliwice. Z Zatorza pochodzi górnośląski pisarz niemieckojęzyczny Horst Bienek.
Pod względem historycznym, południowo-wschodnia, większa część dzielnicy leży na dawnych gruntach Żernik (Miejskich), zaś zachodnia i północno-zachodnia (przy ul. Tarnogórskiej i ul. Podlesie) na gruntach Szobiszowic (Miejskich).
W rejonie ul. Horsta Bienka znajduje się historyczne osiedle robotnicze (tzw. osiedle leśne) z lat 1903–1904.

## Edukacja
Szkoły podstawowe:
- Szkoła Podstawowa nr 18 im. Jana Pawła II
- Szkoła Podstawowa Nr 15 Im. Ignacego Jana Paderewskiego

Technika:
- Technikum nr 1 w ZSTI
- Technikum nr 2 w GCE

Licea ogólnokształcące:
- II Liceum Ogólnokształcące
- IX Liceum Ogólnokształcące w GCE
- XI Liceum Ogólnokształcące Sportowe w ZSTI

Szkoły zawodowe:
- Zespół Szkół Techniczno-Informatycznych
- Górnośląskie Centrum Edukacyjne im. Marii Skłodowskiej-Curie

## Kościoły i kaplice
Kościoły rzymskokatolickie:
- Kościół Chrystusa Króla
- Kościół św. Rodziny

## Cmentarze
- Cmentarz Lipowy – cmentarz powstały w 1885 roku.
- Nowy cmentarz żydowski w Gliwicach, z lat 1902-03, przy cmentarzu w 1903 roku powstał neogotycki dom przedpogrzebowy, wg projektu Maxa Fleischera (1841–1905).

## Turystyka
Przez dzielnicę przebiega szlak turystyczny:
- Szlak Husarii Polskiej

## Transport
Przez wschodnią część osiedla przebiega autostrada A1 (Polska) i znajduje się węzeł drogowy Gliwice Wschód, łączący autostradę z drogą krajową nr 88.
Poza tym przez dzielnicę przebiega droga wojewódzka nr 901, łącząca między innymi Pyskowice z Gliwicami oraz droga krajowa nr 78.